# Philip Holm
Philip Holm (* 8. Dezember 1991 in Stockholm) ist ein schwedischer Eishockeyspieler, der zuletzt bis zum Ende der Saison 2024/25 bei den SC Rapperswil-Jona Lakers aus der Schweizer National League unter Vertrag gestanden und dort auf der Position des Verteidigers gespielt hat. Mit der schwedischen Nationalmannschaft gewann er die Goldmedaille bei der Weltmeisterschaft 2017.

## Karriere
Philip Holm wurde in Stockholm geboren und spielte in seiner Jugend unter anderem für die Nachwuchsabteilungen von Huddinge IK sowie von Djurgården Hockey. Zu Beginn der Saison 2008/09 wechselte er zum Nacka HK, für dessen Juniorenauswahlen er fortan aktiv war, allerdings auch sein Herren-Debüt in der drittklassigen Division 1 gab. Dort etablierte sich der Verteidiger im Folgejahr und kam auf 33 Einsätze, in denen er zwölf Scorerpunkte verbuchte. Anschließend kehrte Holm zu Djurgården Hockey zurück und lief in der Saison 2010/11 für deren U20 in der J20 SuperElit auf, der höchsten Juniorenliga Schwedens. Außerdem debütierte er im Profibereich, indem er ein Spiel in der erstklassigen Elitserien absolvierte.
Mit Beginn der Saison 2011/12 kam der Schwede regelmäßig in der A-Mannschaft von Djurgården Hockey zum Einsatz, stieg mit dem Team jedoch in seiner ersten vollen Profi-Saison aus der Elitserien in die Allsvenskan ab. Nach zwei Jahren Zweitklassigkeit gelang 2014 der Wiederaufstieg, sodass Holm in der Folge zwei weitere Jahre für Djurgården in der nun unter dem Namen Svenska Hockeyligan bekannten ersten schwedischen Liga spielte, bevor der Abwehrspieler den Großraum Stockholm im April 2016 erstmals verließ und sich Växjö Lakers anschloss. Dort etablierte er sich als einer der besten Verteidiger der Liga, so kam er mit 21 Scorerpunkten auf einen Karriere-Bestwert und führte die gesamte Liga in der Plus/Minus-Statistik (+24) an.
Nach dem Weltmeistertitel unterzeichnete Holm im Mai 2017 einen Einjahresvertrag bei den Vancouver Canucks aus der National Hockey League (NHL). Diese gaben den Schweden allerdings im Rahmen der Saisonvorbereitung an ihr Farmteam, die Utica Comets, aus der American Hockey League (AHL) ab. Im Februar 2018 absolvierte der Verteidiger seinen ersten NHL-Einsatz für Vancouver, bevor er wenige Tage später zur Trade Deadline an die Vegas Golden Knights abgegeben wurde. Im Gegenzug wechselte Brendan Leipsic nach Vancouver. Die Golden Knights setzten ihn ausschließlich in der AHL bei den Chicago Wolves ein, bevor er im Juli 2018 nach Europa zurückkehrte und einen Vertrag bei Torpedo Nischni Nowgorod in der Kontinentalen Hockey-Liga (KHL) unterzeichnete. Das Team vertrat er in der Folge beim KHL All-Star Game 2019, bevor er im August 2019 ein zweites Mal den Schritt in die NHL wagte und einen Einjahresvertrag bei den Chicago Blackhawks erhielt.
Jedoch erwies sich auch der zweite Wechsel auf den nordamerikanischen Kontinent als nicht zielführend. Bis Januar 2020 lief der Schwede ausschließlich für das Farmteam Rockford IceHogs auf, ehe sich beide Parteien auf eine Vertragsauflösung einigten. Holm wechselte daraufhin in die Schweiz zum Lausanne HC und beendete dort die Spielzeit 2019/20 in der National League (NL). Zur Saison 2020/21 kehrte der Schwede in die KHL zurück und schloss sich dort dem HK Metallurg Magnitogorsk an. Im Mai 2021 wechselte er innerhalb der Liga zu Jokerit. Im Februar 2022 zog sich Jokerit vom Spielbetrieb der KHL zurück und Holm war anschließend vereinslos. Ab Juli 2022 stand er beim Örebro HK aus der Svenska Hockeyligan für zwei Jahre unter Vertrag, ehe er im August 2024 im SC Rapperswil-Jona Lakers aus der Schweizer National League für eine Spielzeit einen neuen Arbeitgeber fand.

### International

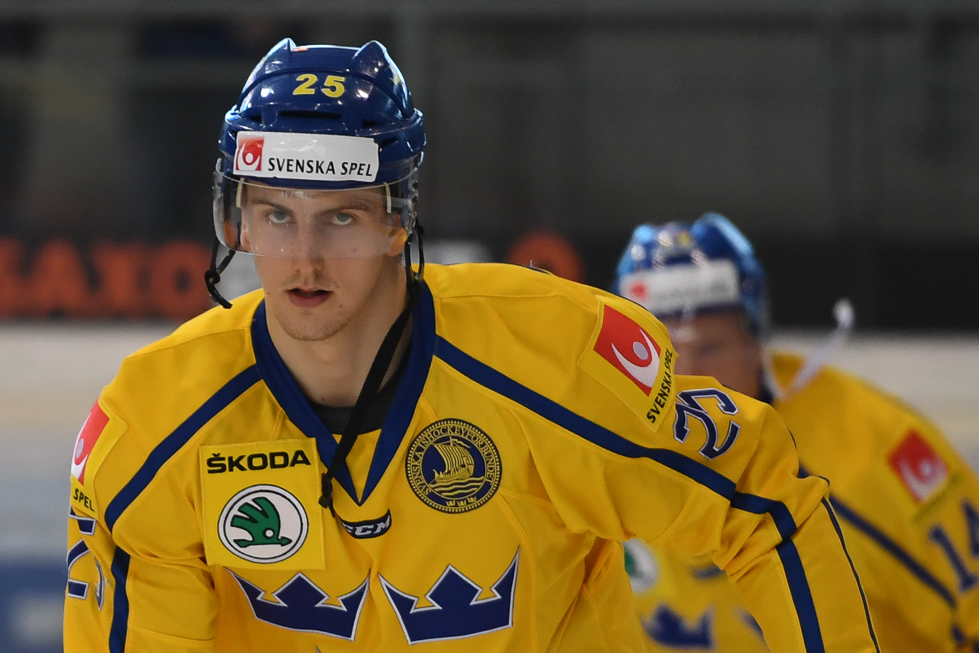
Holm im Trikot der Nationalmannschaft (2017)

Auf internationaler Ebene debütierte Holm für Schweden bei der Weltmeisterschaft 2017 und gewann dort mit dem Team die Goldmedaille. Anschließend nahm der Verteidiger an der Weltmeisterschaft 2019 teil, bei der er am Turnierende nachnominiert wurde, jedoch nicht eingesetzt wurde. Ebenso spielte er bei den Olympischen Winterspielen 2022 in der chinesischen Landeshauptstadt Peking.

## Erfolge und Auszeichnungen
- 2014 Aufstieg in die Svenska Hockeyligan mit Djurgårdens IF
- 2019 Teilnahme am KHL All-Star Game
- 2021 KHL-Verteidiger des Monats Januar

### International
- 2017 Goldmedaille bei der Weltmeisterschaft

## Karrierestatistik
Stand: Ende der Saison 2024/25

### International
Vertrat Schweden bei:
- Weltmeisterschaft 2017
- Weltmeisterschaft 2019
- Olympischen Winterspielen 2022

(Legende zur Spielerstatistik: Sp oder GP = absolvierte Spiele; T oder G = erzielte Tore; V oder A = erzielte Assists; Pkt oder Pts = erzielte Scorerpunkte; SM oder PIM = erhaltene Strafminuten; +/− = Plus/Minus-Bilanz; PP = erzielte Überzahltore; SH = erzielte Unterzahltore; GW = erzielte Siegtore; 1 Play-downs/Relegation; Kursiv: Statistik nicht vollständig)